# Козловский, Александр Николаевич (генерал)
Алекса́ндр Никола́евич Козло́вский (18 августа 1864, Санкт-Петербургская губерния — 7 марта 1940, Хельсинки) — генерал-майор Русской Императорской армии, военспец в РККА, организатор обороны во время Кронштадтского восстания в 1921 году, которого большевистская пропаганда провозгласила в первые же дни главой восставших.

## Биография
Окончив Владимирский Киевский кадетский корпус, 31 августа 1882 года вступил в службу.
В 1884 году окончил Михайловское артиллерийское училище.
Окончил Михайловскую артиллерийскую академию по 1-му разряду, а позднее — Офицерскую артиллерийскую школу.
Командовал батареей 20-й дивизии в течение 5 лет и 7 месяцев.
С 25 августа 1905 по 2 октября 1912 года — командир 2-го дивизиона 33-й артиллерийской бригады.
Со 2 октября 1912 года — командир 11-й Сибирской строевой артиллерийской бригады. Семья при этом оставалась в Киеве, где сыновья учились в кадетском корпусе. Летом семья воссоединялась в Сибири.
Участвовал в Первой мировой войне. 11-я Сибирская строевая артиллерийская бригада стояла на фронте в Польше.
С 13 мая 1916 — вплоть до … (не ранее 10 июля 1916) исполняющий должность инспектора артиллерии 1-го Туркестанского армейского корпуса.
В 1916 до 29 апреля 1917 года — инспектор артиллерии 34-го артиллерийскую корпуса.
После Февральской революции вышел в резерв чинов Петроградского округа. Поступил на службу в контрагентство общества Мурманской железной дороги. Ушёл из него, поступил к товарищу военного министра А. А. Маниковскому на одну из рядовых офицерских должностей, где пробыв около полутора лет, уехал на фронт в город Смоленск, там служил в Воздушной обороне, в артиллерии гарнизона, оттуда был переведён в 7 армию в Озерки помощником начальника артиллерии. Из 7 армии был назначен комендантом РККА, заболел, получил отпуск, поехал во время отпуска в Москву, где был назначен начальником артиллерии на Южный фронт.
Со 2 декабря 1920 года — начальник артиллерии крепости Кронштадт.

### Кронштадтское восстание

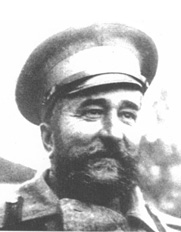
Генерал-майор А. Н. Козловский в 1916 году

В первом же «Обращении совета труда и обороны» от 2 марта восстание в Кронштадте было названо «мятежом бывшего генерала Козловского и корабля Петропавловск». Козловский объявлен «вне закона». «Теперь новый козырь в руках Антанты — бывший генерал Козловский», «новый монархический последыш», «адепт монархизма» писали о нём большевистские газеты 3-го марта. Но уже в ночь на 4-е число засланные к кронштадтцам курсанты комсостава сообщили, что восставшие «подчиняются не Козловскому, а военному моряку Петриченко». В Петрограде арестовано в качестве заложников за генерала Козловского 27 человек его родственников и знакомых, в том числе жена и 4 сына, причём 11-летняя дочь также находилась в тюрьме вместе с матерью. Несмотря на то, что повстанцы немногим арестованным большевикам не причинили зла, после окончания восстания 12 бывших заложников были без предъявления обвинений репрессированы, одна из них, Надежда Михайловна Дорошевская, скончалась в 1921 году в Холмогорском лагере от тифа.
Вместе с 8 тысячами кронштадтцев Козловский ушёл в Финляндию. Именно Козловский обратился 18 марта к финскому коменданту Карельского Военного сектора с просьбой о представлении кронштадтцам статуса интернированных.
Уже после падения Кронштадта сам Козловский, командовавший артиллерией крепости, говорил: «Коммунисты использовали мою фамилию, чтобы представить восстание в Кронштадте в свете белогвардейского заговора только потому, что я был единственный генерал, находившийся в крепости». Козловский был в Кронштадте самым высокопоставленным офицером, большевистской пропаганде было выгодно представить восстание как результат заговора «военспецов» из числа бывших царских офицеров, в итоге именно генерал Козловский оказался козлом отпущения.
Позже в Финляндии он работал учителем физики и естествознания в Териокской школе-интернате, затем в механических мастерских в Выборге, был дорожным рабочим, мастером на механическом заводе, механиком в гараже.

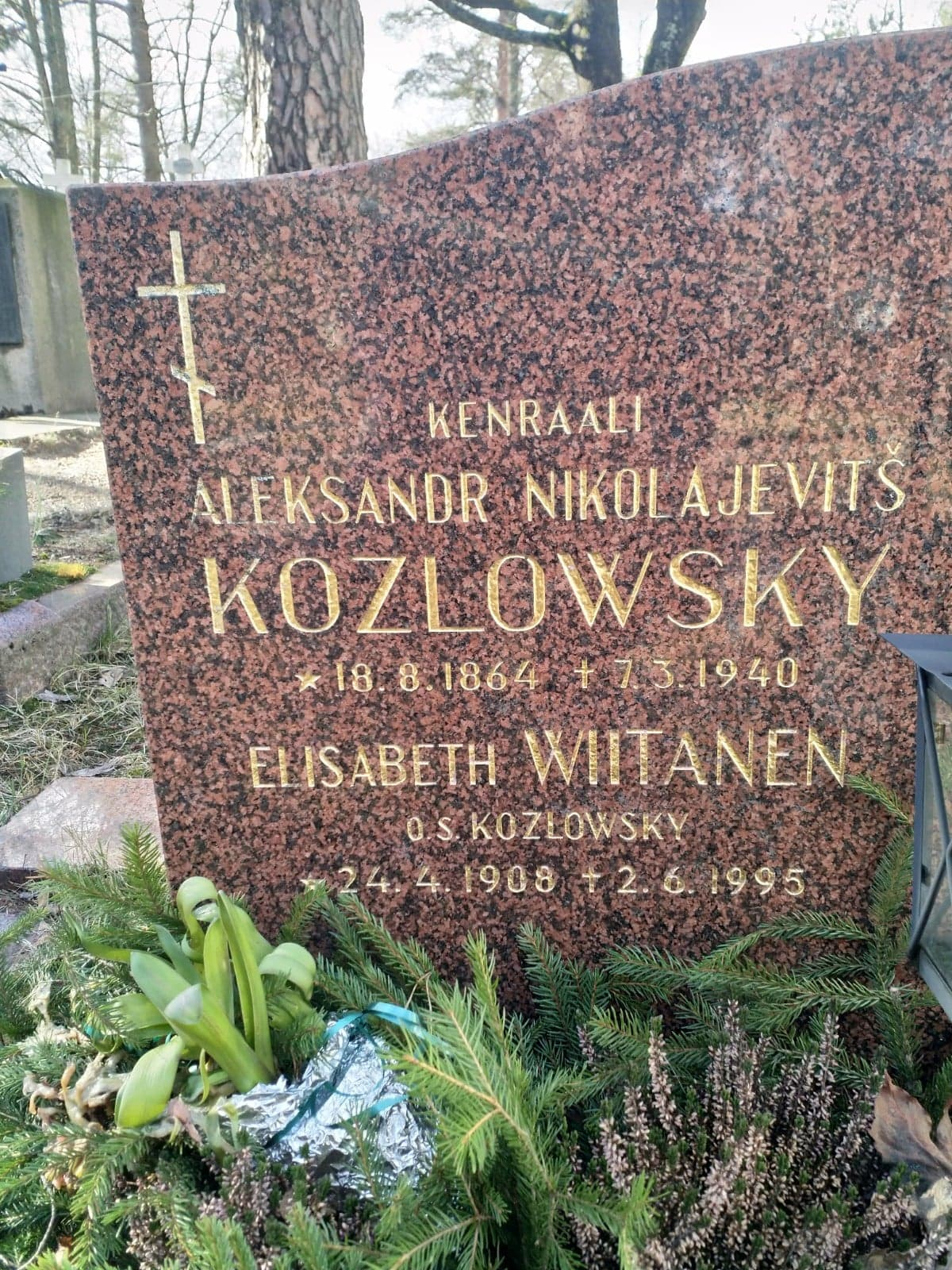
Надгробие на Никольском кладбище Хельсинки

Семидесятипятилетний русский генерал Александр Козловский скончался в Хельсинки за неделю до окончания Зимней войны. Он похоронен на православном кладбище при церкви Святителя Николая в районе Хиетаниеми.

## Воинские звания
- 12 августа 1883 года получил чин подпоручика.
- 12 августа 1887 года присвоен чин поручика.
- В 1890 году произведён в штабс-капитаны за отличие (старшинство 07.06.1890).
- В 1894 году произведён в капитаны за отличие (старшинство 30.08.1894).
- Переведён в гвардию чином штабс-капитана (старшинство 30.08.1894).
- Капитан гвардии (старшинство 06.12.1896).
- Переименован в подполковники (старшинство 06.12.1896).
- В 1904 году приказом произведён за отличие в полковники (старшинство 05.10.1904).
- В 1912 году приказом произведён за отличие в генерал-майоры (старшинство 02.10.1912).

## Награды
- Орден Святого Станислава 2-й степени (1903)
- Орден Святой Анны 2-й степени (1907)
- Орден Святого Владимира 3-й степени (1911)
- Орден Святой Анны 1-й степени с мечами (5 марта 1915)

## Семья
Были репрессированы жена и четыре сына генерала.
- Жена — Наталья Константиновна урождённая Шестакова (1873—1958) с общим средним образованием, c августа 1920 преподавала немецкий и французский языки в интернатах и детских домах Петрограда. 3 марта 1921 — арестована с детьми как заложница, 20 апреля приговорена к принудительным работам на 5 лет с содержанием под стражей. В 1923 освобождена из лагеря досрочно после письма М. И. Калинину, выслана в Череповец. В 1930-х — преподавала иностранные языки в учреждениях Ленинграда. В марте 1935 — выслана с сыновьями в посёлок Челкар Актюбинской области на 5 лет, позднее переведена на станцию Кара-Чокат Оренбургской железной дороги. В октябре 1936 получила разрешение переехать в Актюбинск; в начале 1940-х — вернулась в Ленинград. Скончалась в 1958[15].
  - Сын — Николай Александрович (1899—?). В ноябре 1918 — поступил в Артиллерийскую академию, в 1919 — помощник комиссара Артиллерийской академии. Член РКП(б) с 1920 года. 3 марта 1921 — арестован как заложник, 22 апреля приговорён к одному году принудительных работ. С 8 мая объявил голодовку протеста против приговора, требуя объяснений, за что осуждён он и его братья. После освобождения высказывал «свои крайние взгляды»[16]. Сообщалось, что один из сыновей генерала Козловского покончил с собой, возможно, речь шла о Николае, судьба которого неизвестна[14].
  - Сын — Константин Александрович (1901—1937) — поступил в Политехнический институт в Петрограде, позднее перешёл в Морское училище, воевал на фронте против Юденича. 3 марта 1921 — арестован как заложник. Во время следствия объявлял голодовку протеста. 22 апреля приговорён к одному году принудительных работ и отправлен в лагерь. Осенью 1922 — после освобождения из лагеря выслан в Череповец. После освобождения работал гидрологом и старшим научным сотрудником речного отдела Гидрологического института. 23 апреля 1933 — арестован по групповому делу, 25 мая освобождён, дело прекращено за недоказанностью обвинения. В марте 1935 — выслан с матерью и братьями в посёлок Челкар Актюбинской области на 5 лет, работал на рытье арыков. В июле 1935 — переведён в Аральск, работы там не нашёл и сбежал в Алма-Ату. 7 августа 1935 — по дороге задержан, возвращён в Аральск и приговорён к 3 годам ИТЛ. Отправлен в Ахпунское отделение Сиблага, на рудники в Темиртау. В ноябре 1936 — находился в Сиблаге, работал нивелировщиком при колонии № 21. Осенью 1937 — арестован в лагере, 28 октября приговорён к ВМН и 5 ноября расстрелян[15].
  - Сын — Дмитрий Александрович (1902—1975) — курсант Морского училища, с 1919 — в Политехническом институте, 22 апреля приговорён к одному году принудительных работ и отправлен в лагерь. Осенью 1922 — после освобождения из лагеря выслан в Череповец. Позднее работал гидрологом в учреждении Ленинграда. В марте 1935 — выслан с матерью и братьями в посёлок Челкар Актюбинской области на 5 лет, работал на рытье арыков. В июле 1935 — переведён на станцию Кара-Чокат Оренбургской железной дороги. В 1940-х — вернулся в Ленинград, работал гидрологом[15].
  - Сын — Павел Александрович (1904—1971) — учился в кадетском корпусе в Киеве, после переезда в Петроград учился во 2-й советской школе (бывшем Тенишевском училище). 3 марта 1921 — арестован как заложник за отца прямо в школе. Был соучеником Лидии Чуковской. Как закамуфлировано пишет Корней Чуковский в своём дневнике за 4 марта 1921: «Вчерашнее происшествие с Павлушей очень взволновало детей»[17]. Приговорён к одному году принудительных работ. После освобождения окончил институт, работал гидрологом в учреждениях Ленинграда. В марте 1935 — выслан с матерью и братьями в посёлок Челкар Актюбинской области на 5 лет, позднее переведён на станцию Кара-Чокат Оренбургской железной дороги. В 1940-х — вернулся в Ленинград. В 1971 — скончался[15].
  - Дочь — Елизавета Александровна, домашнее имя Люля, в замужестве Вийтанен (2.04.1908—02.06.1995[18]) в одиннадцать лет уже работала, преподавала французский в том же Детском доме, что и мать. В этом же возрасте провела с матерью в камере «Крестах» более полтора месяцев, с 3 марта по 22 апреля. Её часто перечисляют в числе заложников, фактически таковой она и была, но в официальный «Список следственных материалов по делу „Кронштадтский мятеж“ на заложников за генерала Козловского» в 27 человек Люля не входила[19]. В обращении в Президиум следственной комиссии Н. К. Козловская писала о дочери, что она «по мнению даже следователя не арестована, а только по моей просьбе содержится со мной». 22 апреля Люля освобождена, тогда как все братья и мать получили лагерные сроки. Оставшись беспризорной, какое-то время жила в семье известного кадета, «выборжца», крупного санитарного врача З. Г. Френкеля. Особое участие в ней принимала старшая дочь Френкеля Зинаида[16]. Семье Френкелей удалось (каким образом — неизвестно) переправить девочку в Финляндию к отцу[16][20]. По словам Л. К. Чуковской, соученицы Павла Козловского, его сестру Люлю «выкрал» отец[17]. Похоронена в Хельсинки, на Никольском православном кладбище, вместе с отцом и мужем. По сообщениям финских источников, в Финляндии живёт внук генерала А. Н. Козловского Кай Вийтанен (Kai Wiitanen), помощник судьи в г. Хельсинки[13].

## Адреса
- 1916 — Кушкарская улица дом 58,
- конец 1917 — Суворовская ул. 47, кв. 33.
- 1920—1921 — Надеждинская, дом 50, кв. 23.

## Комментарии
1. ↑  Фотография взята с сайта grwar.ru[4] — наиболее авторитетного источника. В русском интернете есть изображения совершенно другого человека[5][6], относимые также к генералу-майору Козловскому, руководителю обороны Кронштадта в 1921 году. Путаница происходила не только в интернете, но и в ЧК. Так 19 октября 1925 года Тверской губернский отдел ГПУ сообщал Ленинградскому ОГПУ, что ведёт «разработку по выявлению связи бывшего главаря Кронштадтского восстания полковника Козловского Виктора Ульяновича (так в тексте!, выделено в ВП)», проживающего в Гельсингфорсе. Сообщались детали о родственниках полковника В. У. Козловского, проживавших в Твери, Вышнем Волочке и Эстонии[7]. Вероятно, речь шла о В. Ю. Козловском[8]